# Halte Sloterweg Zuid
Halte Sloterweg-Zuid was een halte op de spoorlijn Hoofddorp - Leiden Heerensingel van de Haarlemmermeerspoorlijnen. Het was een van de twee haltes aan de Sloterweg, tegenwoordig ten zuiden van Schiphol Rijnlanderweg geheten. De halte werd geopend op 3 augustus 1912 en weer gesloten op 31 mei 1935. Wachterswoning 21 staat nog op de locatie van de voormalige halte.

## Bron
Station Sloterweg Zuid op Stationsweb